# Neottia kiusiana
Neottia kiusiana är en orkidéart som beskrevs av Tamotsu Hashimoto och S.Hatus. Neottia kiusiana ingår i släktet näströtter, och familjen orkidéer. Inga underarter finns listade i Catalogue of Life.